# Религия на Мальдивах
Религия на Мальдивах — совокупность религиозных убеждений, свобода на исповедание которых закреплена для граждан Мальдивской Республики в Конституции страны.
Совет по делам религии Мальдивских островов в своём заявлении, опубликованном 27 сентября 2011 года администрацией президента в официальными государственными СМИ, объявил вне закона проповедь любых религий в стране, кроме ислама. Вместе с тем положения нового установления запрещают проявлять ненависть к людям других вероисповеданий, отличающимся от мусульман и носящим религиозные символы, отличные от исламских.

## Ислам
По вероисповеданию жители Мальдив принадлежат к суннитам, самому большому и традиционному исламскому течению. Молитвы проводятся пять раз в день (на рассвете, перед полуднем, в полдень, на закате и после наступления темноты) во всех мечетях, которые обязательно есть в каждом населённом пункте острова.
Согласно новому постановлению от 27 сентября 2011 года, состоящему из 12 положений, проповедники ислама должны иметь соответствующее образование, полученное в колледже, университете или учебном центре, имеющем одобрение министерства.

## Христианство
По итогам исследования международной благотворительной христианской организации «Open Doors» за 2022 год, Мальдивы занимают 16-е место в списке стран, где чаще всего притесняют права христиан.